# Erik Anstine
Erik Anstine (* in Eugene, Oregon) ist ein US-amerikanischer Opernsänger (Bass).

## Leben
Erik Anstine studierte an der Northwestern University im US-Bundesstaat Staat Illinois; dort schloss er mit einem Bachelor of Music ab. Während seines Studiums an der Northwestern University verbrachte er außerdem ein Studienjahr an der Royal Academy of Music in London. An der Indiana University erwarb er den Master of Music. Zu seinen Lehrern gehörte der Bassist Timothy Noble. Im Studienjahr 2007/2008 sang er an der Indiana University den Rat Crespel in Hoffmanns Erzählungen bei einer Studentenaufführung. Er gewann den Orpheus-Gesangs-Wettbewerb, nahm 2009 am Lied-Wettbewerb von Thomas Quasthoff in Berlin sowie beim Königin-Sonja-Musikwettbewerb teil.
2010 wirkte er beim Castleton Festival mit; er sang den Notar in Gianni Schicchi. Außerdem sprang er kurzfristig als Mr. Peachum in John Gays A Beggar’s Opera ein. In den Spielzeiten 2009/2010 und 2010/2011 war er Mitglied des Opernstudios der Seattle Opera. Er sang im Rahmen des Seattle Opera’s Young Artist Program 2010 Truffaldino in Ariadne auf Naxos und 2011 Don Alfonso in Così fan tutte und Leporello in Don Giovanni. 2011 gab er auch sein Debüt auf der Großen Bühne der Seattle Opera als Zweiter Priester in Mozarts Oper Die Zauberflöte.
In der Spielzeit 2011/12 war er Mitglied des Domingo-Thornton Young Artist Program der Los Angeles Opera. Im Rahmen des Programms sang er auf der Bühne der Los Angeles Opera den Hauptmann in Eugen Onegin, Frère Jean in Roméo et Juliette und – unter der Leitung von James Conlon – in der Oper Der Kaiser von Atlantis im Rahmen der „Recovered Voices“-Serie der Los Angeles Opera. Im Sommer 2012 war Anstine im Rahmen des The Santa Fé Opera Apprentice Program Mitglied des Opernstudios der Santa Fé Opera. Er trat dort als Erzbischof in Karol Szymanowskis Oper König Roger und als Sciarrone in Tosca auf.
Ab der Spielzeit 2012/13 war Anstine bis zum Ende der Spielzeit 2015/16 festes Ensemblemitglied am Opernhaus Zürich. Dort interpretierte er in der Spielzeit 2012/13 u. a. Sciarrone, Bartolo in Le nozze di Figaro, Biterolf in Tannhäuser, Zweiter Soldat in Salome, Kulygin in Drei Schwestern von Péter Eötvös, Masetto in Don Giovanni, Zweiter Gralsritter in Parsifal und die Rollen Hausknecht/Wächter in der Neuinszenierung der Oper Lady Macbeth von Mzensk. In der Spielzeit 2013/14 war er als Wagner in Faust, Melisso in Alcina, als Antinoo in Il ritorno d’Ulisse in patria und als Nachtwächter in Die Meistersinger von Nürnberg zu sehen.
Im Juli 2014 sang er in der Tonhalle Zürich die Bass-Partie in einer Aufführung der Messe in C-Dur von Ludwig van Beethoven. Im Oktober/November 2014 trat Anstine als Leporello in Don Giovanni an der Seattle Opera auf. In den Jahren 2015 und 2016 sang er im Sommer bei den Salzburger Festspielen die Rolle des Gärtners Antonio in der Oper Le Nozze di Figaro. In der Spielzeit 2015/16 gab er am Opernhaus Zürich sein Debüt als Colline in La Bohème. Im Juni 2017 debütierte Erik Anstine an der San Francisco Opera als Leporello in Don Giovanni an der Seite von Ildebrando D’Arcangelo in der Titelrolle. Im Frühjahr 2018 sang er an der Edmonton Opera ebenfalls den Leporello.
Die US-amerikanische Webseite BARIHUNKS ® (The Sexiest Baritone Hunks from Opera), die sich in ihrem Blog körperlich gut gebauten Baritonen widmet, die für die Darstellung ihrer Opernrollen ihren gut definierten Oberkörper präsentieren, stellte Anstine im März 2011 ihren Lesern vor. Im März 2013 präsentierte BARIHUNKS ® Erik Astine mit einem Barihunk-T-Shirt bei einem Skiurlaub in den Schweizer Alpen.
Anstine betreibt einen eigenen Blog bei Twitter.